# 장신영
장신영(張伸瑛, 1984년 1월 17일 ~ )은 대한민국의 배우이다.

## 생애
장신영은 본래 이름은 장신자(張信子)였으나 춘향대회 직전에 개명하였으며, 전주예술고등학교를 졸업하였다. 2001 제71회 전국 춘향 선발대회에서 "현"을 수상하면서 연예계에 입문했다. 주민등록상에는 생일이 2월 17일로 되어있는데 원래 생일은 1월 17일이라고 한다.
2006년 11월 18일, BOF의 이사 위승철과 결혼하였고 2007년 4월 2일 아들을 낳았다. 하지만 2009년 성격 차이로 결혼 3년 만에 협의 이혼했다.
이후 2018년 5월 25일 배우 강경준과 5년 연애 끝에 결혼식을 올렸다.

## 학력
- 전주예술고등학교
- 중앙대학교 연극과 휴학

## 연기 활동

### 드라마
| 연도                            | 방송사                            | 제목                                              | 역할                                         | 비고    |
| ------------------------------- | --------------------------------- | ------------------------------------------------- | -------------------------------------------- | ------- |
| 2001                            | MBC                               | 금요드라마《우리집》                              | 영지                                         | 20부작  |
| 2002                            | MBC                               | 금요드라마《우리집》                              | 영지                                         | 20부작  |
| KBS2                            | 시트콤《이색극장 두 남자 이야기》 | 금순                                              | 23부작                                       |         |
| SBS                             | 일일드라마《해 뜨는 집》          | 정연희                                            | 132부작                                      |         |
| SBS                             | 일일드라마《해 뜨는 집》          | 정연희                                            | 132부작                                      | 2003    |
| MBC                             | 주말연속극 《죽도록 사랑해》      | 한설희                                            | 49부작                                       |         |
| MBC                             | 일일드라마《귀여운 여인》         | 김소연                                            | 145부작                                      |         |
| MBC                             | 창사특집극《사막의 샘》           | 인희                                              | 3부작                                        |         |
| MBC                             | 2005                              | 월화드라마《환생-NEXT》                           | 강정화, 이금영, 아해, 영숙, 목유화 (1인 5역) | 14부작  |
| MBC                             | 2007                              | 주말특별기획《겨울새》                            | 희진                                         | 43부작  |
| MBC                             | 2008                              | 주말특별기획《겨울새》                            | 희진                                         | 43부작  |
| 2009                            | KBS1                              | 일일드라마《집으로 가는 길》                      | 한수인                                       | 120부작 |
| 2010                            | SBS                               | 월화드라마《나는 전설이다》                       | 강수인                                       | 16부작  |
| 2011                            | KBS2                              | 《KBS 드라마 스페셜 연작 시리즈 - 완벽한 스파이》 | 유미                                         | 단막극  |
| 2011                            | KBS1                              | 대하드라마《광개토태왕》                          | 연화 낭자 (중도하차)                         | 92부작  |
| 2011                            | KBS2                              | 《KBS 드라마 스페셜 - 미련》                      | 초연                                         | 단막극  |
| 2011                            | E채널                             | 토요드라마《여제》                                | 서인화                                       | 13부작  |
| 2011                            | SBS                               | 아침일일드라마《태양의 신부》                     | 김효원                                       | 112부작 |
| 2012                            | SBS                               | 아침일일드라마《태양의 신부》                     | 김효원                                       | 112부작 |
| 월화드라마《추적자 THE CHASER》 | SBS                               | 신혜라                                            | 16부작                                       |         |
| 2013                            | JTBC                              | 일일드라마《가시꽃》                              | 전세미                                       | 120부작 |
| 2013                            | SBS                               | 월화드라마《황금의 제국》                         | 윤설희                                       | 24부작  |
| 2014                            | MBC                               | 수목드라마《내 생애 봄날》                        | 배지원                                       | 16부작  |
| 2015                            | SBS                               | 주말특별기획《내마음 반짝반짝》                   | 이순진                                       | 26부작  |
| 2017                            | MBC                               | 수목드라마《자체발광 오피스》                     | 조석경                                       | 16부작  |
| 2017                            | OCN                               | 주말드라마《나쁜 녀석들 : 악의 도시》             | 김애경                                       | 16부작  |
| 2018                            | OCN                               | 주말드라마《나쁜 녀석들 : 악의 도시》             | 김애경                                       | 16부작  |
| KBS2                            | 수목드라마《슈츠》                | 나주희                                            | 특별 출연                                    |         |
| 2019                            | TV조선                            | 주말드라마《바벨》                                | 태유라                                       | 16부작  |
| 2022                            | JTBC                              | 주말드라마《클리닝 업》                           | 금잔디                                       | 16부박  |
| 2025                            | MBC                               | 저녁 일일연속극 《태양을 삼킨 여자》              | 백설희 / 정루시아                            | 120부작 |

### 영화
| 연도 | 제목                 | 역할   | 비고 |
| ---- | -------------------- | ------ | ---- |
| 2002 | 《묻지마 패밀리》    |        |      |
| 2004 | 《꽃피는 봄이 오면》 | 수연   |      |
| 2005 | 《레드 아이》        | 오미선 |      |
| 2008 | 《첫사랑》           | 소연   |      |
| 2010 | 《무법자》           | 한소영 |      |
| 2010 | 《철피아노》         | 쇼이쥐 |      |

## 기타 활동작

### 방송
| 연도                      | 방송사   | 제목                          | 역할      | 날짜                      | 비고          |
| ------------------------- | -------- | ----------------------------- | --------- | ------------------------- | ------------- |
| 2004                      | SBS      | 《한밤의 TV 연예》            | MC        | 04. 10. 13. ~ 05. 04. 20. | (with 유정현) |
| 2005                      | SBS      | 《한밤의 TV 연예》            | MC        | 04. 10. 13. ~ 05. 04. 20. | (with 유정현) |
| 2010                      | On Style | 《패션 오브 크라이》          | 패널      | 05. 10. ~ 07. 31.         | 1회 ~ 14회    |
| 2012                      | SBS      | 《추석특집 정글의 법칙W》     | 출연      | 10. 01.                   |               |
| 2017                      | KBS2     | 《하숙집 딸들》               | 출연      | 02. 14. ~ 03. 07.         | 1회 ~ 4 회    |
| 2017                      | SBS      | 《동상이몽 2 - 너는 내 운명》 | 출연      | 17. 09. 18. ~ 18. 01. 22. | with 강경준   |
| 2018                      | SBS      | 《동상이몽 2 - 너는 내 운명》 | 출연      | 17. 09. 18. ~ 18. 01. 22. | with 강경준   |
| 18. 06. 11. ~ 18. 07. 30. | SBS      | 《동상이몽 2 - 너는 내 운명》 | 출연      |                           | with 강경준   |
| 2021                      | SBS      | 《편먹고 공치리》             | 게스트    | 09. 18. ~ 22.             | with 강경준   |
| 2024                      | SBS      | 《미운 우리 새끼》            | 스페셜 MC | 10. 13.                   |               |

## 그 외 활동내역
- 《ELLE SPORT SUMMER》의상 화보
- 《핑크리본 홍보대사》(2005년)
- 《광복 60년 기념전 홍보대사》(2005년)
- 《제 9회 부천국제판타스틱 영화제 홍보대사》(페스티벌 레이디) (2005년)[9]

## 수상 및 후보
| 연도 | 시상식               | 부문                           | 작품            | 결과 |
| ---- | -------------------- | ------------------------------ | --------------- | ---- |
| 2012 | SBS 연기대상         | 미니시리즈부문 여자 특별연기상 | 추적자          | 수상 |
| 2013 | SBS 연기대상         | 중편드라마부문 여자 특별연기상 | 황금의 제국     | 후보 |
| 2014 | MBC 연기대상         | 미니시리즈부문 여자 우수연기상 | 내 생애 봄날    | 후보 |
| 2017 | 대한민국문화연예대상 | 드라마부문 여자 우수연기상     | 자체발광 오피스 | 수상 |
| 2017 | MBC 연기대상         | 미니시리즈부문 여자 황금연기상 | 자체발광 오피스 | 수상 |